# Dønna
Dønna este o comună din provincia Nordland, Norvegia.